# Donax szemiani
Donax szemiani is een tweekleppigensoort uit de familie van de Donacidae. De wetenschappelijke naam van de soort is voor het eerst geldig gepubliceerd in 1931 door Oostingh.